# 青木伊平
青木 伊平（あおき いへい、1930年12月9日 - 1989年4月26日）は、日本の議員秘書。竹下登の秘書として知られている。

## 概要

### 竹下の金庫番
島根県簸川郡大社町（現・出雲市）出身。島根県立大社高等学校、明治大学工学部卒業。大学卒業後、ベアリングメーカーに就職したが1953年に島根選出の高橋円三郎衆議院議員の秘書となって政界に職を得る。1956年に高橋が死亡したためやはり島根選出の小瀧彬の秘書となる。1958年に小瀧が死去すると、ほぼ同時期に高橋の地盤を継いで衆議院議員となった竹下登の秘書となる。以降、竹下が首相の座に上り詰めるまで、30年間にわたり秘書を勤める。
初当選当時の竹下は、県議時代から議員報酬の大半を政治活動に充てるなど、家計が自転車操業状態にあった。さらに公職選挙法違反で逮捕された24名もの支援者や運動員の世話まで加わり、活動資金を派閥の佐藤栄作に借用する状態であった。この事態から、竹下はまず資金を調達し、更にその調達・利用に関しては竹下本人に累が及ばないよう、秘書に形式上は全権を委任するという形をとることとなった。そしてその資金方面について担当することになったのが青木であり、青木は「竹下の金庫番」と呼ばれるようになる。
青木は竹下事務所の経営を一手に引き受け、その運営によって竹下の政治基盤の強化、スキャンダルについての危機管理に一役買っていた。具体的には、政局に関わる資金供与の際には、相手と名刺を交換してそこに領収書代わりに一筆書いていた。竹下はその後相手に電話をかけて「青木がそちらを訪問した」ことのみを確認し、資金供与の事実を念押しする（資金のことは一切触れていないため、問題になっても白を切ることができた）。政治家同士の資金供与で一筆とることは通常行われていなかったが、これによって後年、野党政治家に追及された時に「あなたと名刺を交換しましたよね」とさりげなく脅すことにより、相手をひるませることができた。また、資金供与の相手と賭け麻雀をやってわざと負ける、という手法をとることもあったという。

### リクルート事件、自殺
竹下が首相に上り詰めた後の1988年、リクルート事件が勃発する。竹下も未公開株であるリクルートコスモス株の名義人になっていたため、国会で追及を受ける。1989年4月10日、翌日の集中審議への対策として青木と小沢一郎官房副長官が打ち合わせを行い、リクルート社による資金供与の総額を1億5100万円で確定、翌11日の集中審議で竹下が「今後、これ以上出てくることはない」と断言した。
しかし、リクルート社から竹下に対しては、1億5100万円の他に、5000万円の献金の申し出があった。しかし青木はこれ以上は受けられない、と返答して5000万円を貸付金として処理し、事件発覚時には既に返却していた。青木が受けた事情聴取では事務所の出納記録を確認した佐渡賢一が「事件性無し、シロ」と判断、公表の有無については竹下側の判断であると返答されたため、この分は含まずに公表していた。ところが21日に取り調べ内容が朝日新聞にリークされ、同日夜に取材がやってきた。事態を楽観視していた青木は重大性に気付き、22日早朝に竹下邸に弁明に訪れたが、この際普段は「感情を表に出さない」ことをモットーにしていた竹下が大激怒、声を荒らげて青木を叱責したと言われ、相当な心労を受けたとされている。この日の取り調べでは平和相互銀行事件について詳しい説明を求められ、青木は金丸信に電話で報告をした際「もう、かないません。辛抱ならん」とこぼしている。朝日新聞が同日夕刊で新たな貸付金のスクープを報じ、竹下批判の声はさらに高まった。
25日、竹下は記者会見で退陣を表明する。青木はこの日も事情聴取の予定であったが、多忙を理由に回避していた。この頃、青木は記者の取材を避けて夫人と外泊を続けており、夕食後にホテルを出て、竹下邸に向かった。しかし玄関前に取材記者が大勢いたため入れず、近くの公衆電話から竹下事務所に連絡をし、そのまま消息を絶った。
26日、自宅の寝室で首吊り自殺を遂げたところを夫人に発見された。ベッド脇には、夫人や竹下に宛てた遺書が4通残されていた。享年59(満58歳没)。

### 死後
竹下は青木の死の直後、「突然のことですので……。30年以上私と一緒にいたわけだから、まことに残念に思う」「これは"死の問題"だから、（カネの問題と）絡めた書き方はしないで欲しい。仏様に申し訳が立たない」とコメントした。

竹下は長く、青木の死についての自身の心情は語ってこなかったが、1992年11月26日、衆議院予算委員会に東京佐川急便事件について証人喚問された時、中野寛成が最後の質問で、青木をはじめ、竹下の周囲の人物に起こる悲劇と竹下の政治的な体質についてどのように思うか、と問うたのに対して、竹下は初めて自身の心情を語った。

## 死因を巡って
青木の亡骸のそばに遺書があることから、公式には自殺したとされているが、その不自然な状況から謀殺の可能性があるとされている。青木は発見時パジャマ姿で、左手首にはカミソリによる切り傷が17か所あった。また、首吊りの紐にはネクタイを代用しており、ネクタイが腰紐に継ぎ足され、その端がカーテンレールにつながっていた。本人はベッドに横たわっており、首吊り自殺の形態としては不自然である。また、縊死の場合は脱糞するが、死装束をした夫人の証言では下着は汚れていなかった。
また、青木は中学時代の同期の杉原正が自殺してその遺族の世話をしてから盛んに「自殺だけはやっちゃいかん」と言っていたという証言もある。そのため、青木が自殺をするはずがなく、殺されてから偽装のため縊死を装わせたのではないか、とされる。

## 人物
コンサルティング系の株式会社新樹企画（しんじゅきかく）の代表取締役を務めていた。
竹下の元・在島根秘書で政治家の青木幹雄との縁戚関係はないが同僚である。幹雄の弟の青木文雄は伊平の部下にあたり、3人合わせて竹下側近の「三青木」と呼ばれていた。